# Lebanoecobius schleei
Genre
Espèce
Lebanoecobius schleei, unique représentant du genre Lebanoecobius, est une espèce éteinte d'araignées aranéomorphes de la famille des Oecobiidae.

## Distribution
Cette espèce a été découverte dans de l'ambre au Liban. Elle date du Crétacé.

## Étymologie
Cette espèce est nommée en l'honneur de Dieter Schlee.

## Publication originale
- (en) Wunderlich, 2004 : On selected higher and lower taxa of fossil and extant spiders of the superfamily Oecobioidea, with a provisional Cladogram (Araneae: Hersiliidae and Oecobiidae). Beiträge zur Araneologie, vol. 3, p. 809–848.